# Laguna Jankho Kkota
Laguna Jankho Kkota (auch: Janq'u Quta, Janko Khota, Janko Kota) ist ein See in der Königskordillere (Cordillera Real) im südamerikanischen Andenstaat Bolivien.

## Lage im Nahraum
Janq'u Quta (Aymara: janq'u = weiß, quta = See) liegt etwa neunzig Kilometer östlich des Titicacasees zwischen dem Cerro Willa Loje (5596 m), dem Cerro Jankho Huyo (5512 m), dem Qulin Tuqu (5368 m), und dem Ventanani (5428 m) im Kanton Kirani im Municipio Batallas in der Provinz Los Andes im Departamento La Paz. Nächstgelegene Ortschaft ist Amaguaya (3682 m) zwanzig Kilometer nordöstlich des Janq'u Quta.

## Klima
|                       | Jan | Feb | Mär | Apr | Mai | Jun | Jul | Aug | Sep | Okt | Nov | Dez |   |      |
| Mittl. Tagesmax. (°C) | 6   | 7   | 7   | 11  | 13  | 14  | 13  | 14  | 15  | 16  | 17  | 11  | ⌀ | 12   |
| Mittl. Tagesmin. (°C) | −4  | −5  | −3  | −3  | −2  | −2  | −3  | −4  | −3  | −4  | −2  | −4  | ⌀ | −3,2 |
|                       |     |     |     |     |     |     |     |     |     |     |     |     |   |      |
| Niederschlag (mm)     | 134 | 158 | 100 | 54  | 23  | 36  | 14  | 32  | 43  | 66  | 74  | 137 | Σ | 871  |

| −4 |

| −5 |

| −3 |

| −3 |

| −2 |

| −2 |

| −3 |

| −4 |

| −3 |

| −4 |

| −2 |

| −4 |

| −4 |

| −5 |

| −3 |

| −3 |

| −2 |

| −2 |

| −3 |

| −4 |

| −3 |

| −4 |

| −2 |

| −4 |

## Größe und Flusssystem
Janq'u Quta liegt auf einer Höhe von 4701 m und erstreckt sich von Nordosten nach Südwesten über eine Länge von 1000 Metern und erreicht eine Breite von bis zu 420 Metern, die Uferlinie des Sees beträgt 2,68 Kilometer. Der See wird durch die Zuflüsse der umliegenden Gipfel gespeist.
Einziger Abfluss des Sees ist der Río Pauchintani, der den See in südwestlicher Richtung verlässt und über die Laguna Khotia (4451 m) und die Laguna Khara Kkota (4362 m) auf die Altiplano-Hochebene fließt und über den Río Jacha Jahuira, den Río Japo Jahuira und den Río Keka zur Bucht von Achacachi fließt und in den Titicacasee mündet.

## Verkehrsanbindung
Der See Jankho Kkota liegt in einer Entfernung von 82 Straßenkilometern nördlich von La Paz, der Hauptstadt des gleichnamigen Departamentos.
Von La Paz führt die Nationalstraße Ruta 2 über El Alto und Villa Vilaque in nordwestlicher Richtung bis Patamanta und Palcoco. Drei Kilometer nordwestlich von Palcoco zweigt eine Landstraße Richtung Peñas nach Norden ab, der man knapp fünf Kilometer bis auf die Höhe von Pariri folgt. Wenige hundert Meter hinter dem Cruce Pariri zweigt eine Nebenstraße nach Nordosten in Richtung auf das drei Kilometer entfernte Suriquiña ab, von dort aus fährt man drei Kilometer nach Norden Richtung Tuquia bis zu einer Straßenkreuzung, an der man nach rechts in östlicher Richtung abbiegt.
Dieser Straße folgt man dann auf den folgenden 25 Kilometern, flussaufwärts entlang dem Río Jacha Jahuira und Río Pauchintani, vorbei an der Laguna Khara Kkota (4362 m) und der Laguna Khotia (4451 m) bis zur Laguna Jankho Kkota (4701 m), an dessen östlichem Ufer der Fahrweg weiter bis zur Passhöhe von 5000 Metern zwischen dem Cerro Jankho Huyo und dem Cerro Vila Llojeta führt, und dann dem Río Amaguaya abwärts bis zur Ortschaft Amaguaya folgt.